# Hylophilus
Hylophilus är ett släkte fåglar inom den amerikanska familjen vireor (Vireonidae)

## Arter i taxonomisk ordning
Listan nedan med åtta arter följer AviList:
- Caatingavireo (Hylophilus amaurocephalus)
- Rostkronad vireo (Hylophilus poicilotis)
- Olivgrön vireo (Hylophilus olivaceus)
- Gråhuvad vireo (Hylophilus pectoralis)
- Buskvireo (Hylophilus flavipes)
- Gråbröstad vireo (Hylophilus semicinereus)
- Brunhuvad vireo (Hylophilus brunneiceps)
- Citronbröstad vireo (Hylophilus thoracicus)

Tidigare inkluderades släktena Tunchiornis och Pachysylvia liksom tepuivireon (Vireo sclateri) i 
Hylophilus. Genetiska studier visar dock att de inte står varandra närmast.